# Galdino de Almeida
Galdino Alfredo de Almeida (Aiuruoca, 9 de janeiro de 1873 — Rio de Janeiro, 23 de abril de 1946) foi um empresário e banqueiro brasileiro.
Foi um dos fundadores da cidade de Marília. Foi também fundador da Casa Bancária Almeida & Cia. Em 1943, com a entrada de Amador Aguiar como diretor-gerente e proprietário de 10% das ações o banco mudou de nome para Banco Brasileiro de Descontos (Bradesco).
Antes de chegar a Marília, em 1928, residiu em Vila Bonfim, Franca, Igarapava (onde foi presidente da Câmara Municipal e juiz federal substituto) e Ribeirão Preto.
É pai de José Alfredo de Almeida, o Zezé de Almeida, que foi presidente do Bradesco e da Aerovias Brasil; também de Galdino Alfredo de Almeida Jr, que foi diretor do Marília Tênis Clube e vereador na cidade em 1960 pela UDN. É pai também de Gabriela de Almeida Pirajá (Biela) e Delfina de Almeida Cunha (Finoca).
Faleceu, vítima de atropelamento no Rio de Janeiro, estando sepultado em Marília. É homenageado em Marília com o nome de um logradouro, a rua Coronel Galdino de Almeida, assim como também são homenageados os seus filhos.